# Associazione Calcio Salò
L'Associazione Calcio Salò è stata una squadra calcistica di Salò. Costituita nel 1985 a seguito di fusione societaria con l'A.C. Benaco, club fondato nel 1963, diviene A.C. Salò Valsabbia nel 2001 per poi fondersi nella Feralpisalò nel 2009.

## Storia
A Salò erano già presenti l'A.C. Benaco Salò, squadra fondata nel 1963 col vecchio nome di A.C. Benaco, e l'A.C. Salò, fondata nel 1974 col vecchio nome di F.C. Real Plaza Salò. Dall'unione di queste due società nasce nel 1985 l'A.C. Salò Benaco.
Nell’estate del 2001 l’A.C. Salò Benaco si fonde con il F.C. Valsabbia, compagine iscritta nel girone C di Eccellenza Lombarda che disputa le partite casalinghe sul campo sportivo di Odolo (in Valsabbia), dando origine all’A.C. Salò Valsabbia.
La squadra è iscritta al campionato di Eccellenza con alla presidenza l'imprenditore di Vestone Aldo Ebenestelli, Eugenio Olli general manager, Roberto Cucchi direttore sportivo ed in panchina Gigi Zerbio, ex attaccante di Perugia, Varese e Mantova. Gioca sul campo "Lino Turina" di Salò con una tribuna omologata per 1.600 spettatori.
L'obiettivo della promozione in serie D viene centrato nella primavera del 2004 con la squadra che si impone in campionato ed in Coppa Italia Dilettanti, al Flaminio di Roma, battendo il San Paolo di Bari. Al termine della stagione 2009 l’A.C. Salò Valsabbia partecipa ai play-off nazionali per la promozione tra i professionisti, venendo però sconfitta dall’U.S. Follonica Gavorrano.
Nell'estate del 2009 l'A.C. Salò Valsabbia si fonde con l'A.C. Feralpi Lonato dando origine alla Feralpisalò con Giuseppe Pasini, originario di Odolo, come presidente e Aldo Ebenestelli alla presidenza onoraria. La stessa estate, a seguito di un ripescaggio, si iscrive in Lega Pro Seconda Divisione entrando così per la prima volta in assoluto nel mondo dei professionisti.

## Palmarès

### Competizioni nazionali
- Coppa Italia Dilettanti: 1

2003-2004

### Competizioni regionali
- Eccellenza: 1

2003-2004 (girone C)
- Prima Categoria: 1

1991-1992 (girone A)